# Număr sociabil
În matematică, un număr sociabil este un număr care are o serie alicotă de perioadă 3 sau mai mare. O serie alicotă este o serie de numere întregi pozitive în care fiecare termen este egal cu suma divizorilor corespunzători termenului anterior (cu suma alicotă a termenului anterior). Sunt generalizări ale conceptelor de numere amiabile și numere perfecte. Primele două secvențe de numere sociabile, sau lanțuri sociabile, au fost descoperite și denumite de matematicianul belgian Paul Poulet în 1918.
Se spune despre un număr a cărui serie alicotă are perioada k, unde k ≥ 3, că este un număr sociabil de ordinul k.

## Exemple
Un exemplu cu perioada k = 4:
suma divizorilor proprii ai numărului {\displaystyle 1264460} ({\displaystyle =2^{2}\cdot 5\cdot 17\cdot 3719}) este
1 + 2 + 4 + 5 + 10 + 17 + 20 + 34 + 68 + 85 + 170 + 340 + 3719 + 7438 + 14876 + 18595 + 37190 + 63223 + 74380 + 126446 + 252892 + 316115 + 632230 = 1547860,
suma divizorilor proprii ai numărului  {\displaystyle 1547860} ({\displaystyle =2^{2}\cdot 5\cdot 193\cdot 401}) este
1 + 2 + 4 + 5 + 10 + 20 + 193 + 386 + 401 + 772 + 802 + 965 + 1604 + 1930 + 2005 + 3860 + 4010 + 8020 + 77393 + 154786 + 309572 + 386965 + 773930 = 1727636,
suma divizorilor proprii ai numărului  {\displaystyle 1727636} ({\displaystyle =2^{2}\cdot 521\cdot 829}) este
1 + 2 + 4 + 521 + 829 + 1042 + 1658 + 2084 + 3316 + 431909 + 863818 = 1305184 și
suma divizorilor proprii ai numărului {\displaystyle 1305184} ({\displaystyle =2^{5}\cdot 40787}) este
1 + 2 + 4 + 8 + 16 + 32 + 40787 + 81574 + 163148 + 326296 + 652592 = 1264460.
Astfel, numărul 1264460 este număr sociabil de ordinul 4 deoarece seria sa alicotă este 1264460, 1547860, 1727636,
1305184, 1264460..., așadar cei 4 termeni ai seriei se repetă la nesfârșit.

## Lanțuri sociabile
Cele două lanțuri sociabile pe care le-a descoperit Paul Poulet în 1918 sunt:
12496 → 14288 → 15472 → 14536 → 14264 → 12496 (cu 5 legături)
14316 → 19116 → 31704 → 47616 → 83328 → 177792 → 295488 → 629072 → 589786 → 294896 → 358336 → 418904 → 366556 → 274924 → 275444 → 243760 → 376736 → 381028 → 285778 → 152990 → 122410 → 97946 → 48976 → 45946 → 22976 → 22744 → 19916 → 17716 → 14316 (cu 28 legături)